# Mikołaj Abramowicz (General)
Mikołaj Abramowicz, auch Mikołaj Abrahamowicz († Februar 1651) war ein General der litauischen Artillerie und später Wojewode von Mścisław und Troki.

## Leben
Mikołaj Abramowicz kam als Sohn des Wojewoden Jan Abramowicz zur Welt und wurde 1603 an den Hof der Radziwiłł zur Ausbildung gegeben.
Während des Polnisch-Schwedischen Krieges kämpfte er als General (polnisch starszy nad armią) in den Jahren 1621 bis 1622 unter Führung von Krzysztof Radziwiłł in Kurland. Im Jahre 1625 eroberte er den Brückenkopf an der Düna bei Riga. In den Jahren 1626 und 1627 nahm er an Feldzügen gegen die Schweden in Pommerellen und Preußen teil.
Im Jahre 1631 übergab er als Anhänger des Calvinismus der litauischen evangelischen Synode seinen Hof in Sluzk.
Während des Smolensker Krieges führte er ab Januar 1633 ein Infanterieregiment an, das zu den Entsatzheeren von Krzysztof Radziwiłł gehörte. Bei den Verhandlungen für den Frieden von Polanów war Mikołaj Abramowicz Kommissar und erfreute sich hohen Vertrauens von Władysław IV. Wasa. Somit erhielt er in den folgenden Jahren zahlreiche. Im Jahre 1638 wurde er Mundschenk von Litauen (polnisch cześnik litewski), 1639 Kastellan von Mścisław und 1643 Wojewode von Mścisław.
Im Jahre 1646 übergab er auf Geheiß des Königs die Stadt Trubtschewsk an das Zarentum Russland, obwohl es im Frieden von Polanów Polen-Litauen zugesprochen worden war. Daher wurde er vom Litauischen Tribunal zu einer Geldstrafe und Verbannung. Diese Strafe wurde jedoch nicht vollstreckt.
Im Jahre 1647 wurde er Wojewode von Troki und nahm im folgenden Jahr als Kommissar bei den Verhandlungen mit Schweden teil.
Er starb im Februar 1651.

## Familie
Er war mit der Calvinistin Ewa, der Witwe von Aleksander Massalski, verheiratet und hatte drei Kinder mit ihr: Samuel Abramowicz, Stanisław  Abramowicz und Katarzyna.
Seine zweite Frau war Elżbieta aus dem Haus Hornostaj, die Witwe von Andrzej Drohojowski.